# Elout (geslacht)

Familiewapen van Elout

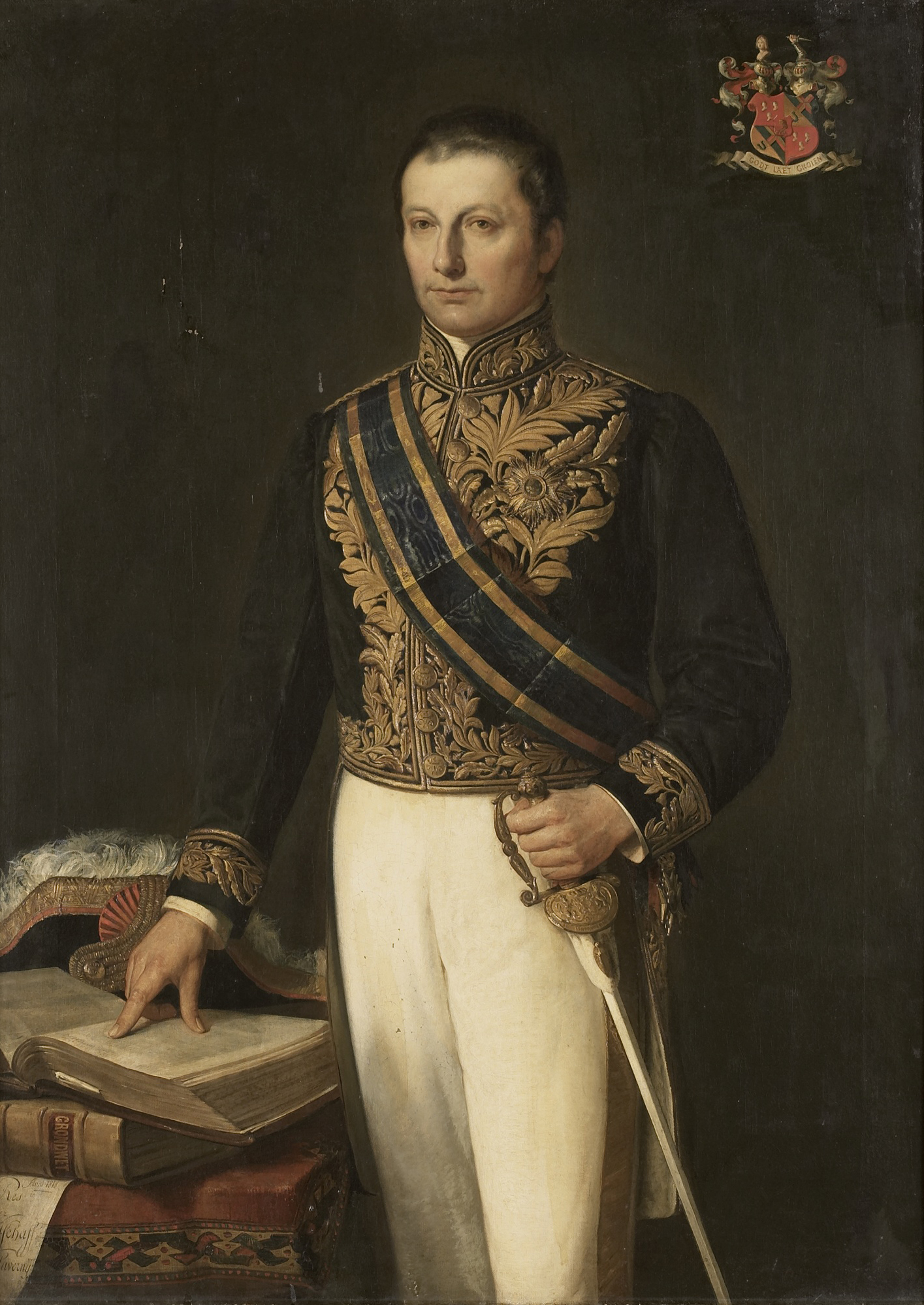
Portret van Cornelis Theodorus Elout (1767-1841), ca. 1883 geschilderd door Andries van den Berg.

Elout (ook: Elout van Soeterwoude) is een Nederlands geslacht waarvan een lid in 1854 werd verheven in de Nederlandse adel en welke familie werd opgenomen in het Nederland's Patriciaat en bestuurders en kunstenaars voortbracht.

## Geschiedenis
De stamreeks begint met François Gerardtsz. Hélaut (later te Haarlem: Elout), die geboren werd in Gent en zich in 1586 in Haarlem vestigde en er olieslager werd. Afstammelingen bleven eeuwenlang in Haarlem wonen. Een nazaat, Cornelis Pieter (1742-1796) werd raad en schepen van de stad. Diens zoon Cornelis Theodorus (1767-1841) werd minister. Zijn zoon Pieter Jacob (1805-1893) werd bij KB van 14 maart 1854 verheven in de Nederlandse adel en zo de stamvader van de adellijke tak. De adellijke tak stierf met een dochter van hem uit in 1939.
De familie werd opgenomen in de eerste jaargang van het Nederland's Patriciaat in 1910; heropname volgde in 1951.

## Enkele telgen
Cornelis Elout (1714-1779), ijzerkoper, verzamelaar en lid van het Teylers Tweede Genootschap
- mr. Cornelis Pieter Elout, heer van Schooten (1742-1796), raad, schepen, thesaurier en schout van Haarlem
  - mr. Cornelis Theodorus Elout (1767-1841), raad in het Hof van Holland en Zeeland, procureur-generaal Nationaal Gerechtshof, commissaris-generaal over Nederlands-Indië, minister, minister van Staat
    - Cornelis Pieter Jacob Elout (1795-1843), generaal-majoor, lid van de Raad van Nederlands-Indië
      - Cornelis Hendrik Elout (1837-1897), vice-consul der Nederlanden te Pau (Frankrijk), burgemeester van Domburg; trouwde in 1868 met Marie Madelaine Rose (1841-1922), telg uit het geslacht Rose
        - Cornelis Karel Elout (1870-1947), parlementair redacteur Algemeen Handelsblad
        - Paulus Johannes Elout, heer van Zoeterwoude (1873-1956), oud-directeur N.V. Bad- en Strandhotel Domburg; trouwde in 1902 met Marie Jeannette Sophie Lucia Drabbe (1875-1956), kunstschilderes
        - Johanna Madeleine Elout (1875-1957), jeugdboekenschrijfster en theosoof; trouwde in 1905 met prof. ir. Ernest Louis Selleger (1876-1967), hoogleraar en voorzitter Theosofische Vereniging in Nederland (1945-1946)

    - jhr. mr. Pieter Jacob Elout van Soeterwoude, heer van Zoeterwoude (1805-1893), verheven in de Nederlandse adel bij KB d.d. 14 Maart 1854, nr. 82, vicepresident van het Gerechtshof te 's-Gravenhage, lid van de Tweede Kamer der Staten-Generaal, lid van de Raad van State; stamvader van de adellijke tak
      - jhr. mr. Willem Cornelis Alexander Elout van Soeterwoude, heer van Zoeterwoude (1848-1903), voorzitter Vereniging voor Suriname te Amsterdam, oprichter Antiopiumbond
      - jkvr. Adelheid Maria Elout van Soeterwoude (1858-1939), laatste telg van de adellijke tak

    - Maurits Theodorus Elout (1808-1889), majoor artillerie
      - Maurice Antoine Elout (1858-1944), luitenant-generaal titulair artillerie

Geslachten die opgenomen zijn in het sinds 1910 verschijnende genealogische naslagwerk Nederland's Patriciaat. Lijst volgens opgave van het CBG Centrum voor familiegeschiedenis.
A · B · C · D · E · F · G · H · I · J · K · L · M · N · O · P · Q · R · S · T · U · V · W · Y · Z